# Johnny O'Bryant III
Johnny Lee O'Bryant III (Cleveland, 1 de junho de 1993) é um basquetebolista profissional norte-americano que atualmente joga pelo Charlotte Hornets na National Basketball Association (NBA).
O'Bryant foi selecionado na segunda rodada (36ª escolha geral) do draft da NBA de 2014 pelo Milwaukee Bucks.